# Silla
För andra betydelser, se Silla (olika betydelser).

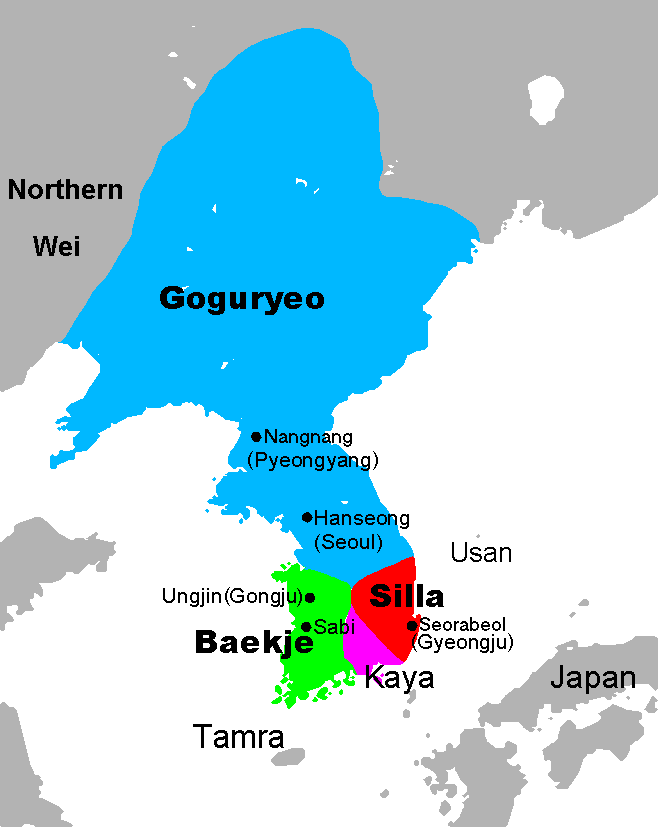
Koreas Tre Kungadömen vid slutet av 400-talet

Silla (hangul: 신라, hanja: 新羅) var ett av Koreas tre kungariken, beläget på den sydöstra delen av Koreahalvön. Huvudstad var Gyeongju. Riket existerade mellan år 57 f.Kr. till år 935, och var från början av sin historia det svagare av Koreas tre kungadömen, men efter en allians med Kina fick man nog kraft till att ena hela Korea, kallat Sillas hegemoni.
Det gamla kungarikets ursprungliga utsträckning motsvarar ungefär Gyeongsang-regionens gränser.

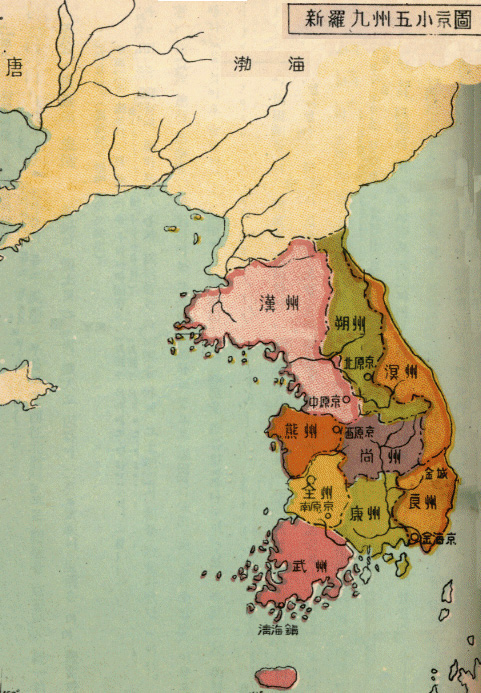